# Анафора (литургија)
Анафора (грч. αναφορα, лат. anafora, узношење, подизање, принос) је средишњи део православних литургија, који одговара канону Евхаристије. 
Анафора се састоји од скупа молитава благодарности, освећења и призивања, праћених символичким покретима и радњама, за време којих се врши претварање (μεταβολη) светих дарова (τα δορα) у Свете Тајне (τα αγια). Анафора се развила из јеврејског обредног благодарења за време пасхалне вечере, када је одржана и прва хришћанска Литургија - на Тајној Вечери. 